# Rhapsody of Fire
Rhapsody of Fire (do července 2006 působící pod názvem Rhapsody) je italská symphonic-powermetalová kapela.

## Historie

### Vznik a vývoj skupiny (1993 - 1996)
Zakladateli této skupiny byli Luca Turilli a Alex Staropoli. Luca Turilli je textařem a kytaristou. Pro své texty nachází inspiraci převážně ve fantasy, v lidové slovesnosti ze středověku a v hrdinských činech té doby. Vyzdvihuje hlavně nekonečný souboj dobra se zlem.
Počátky skupiny Rhapsody of Fire se datují do roku 1993, kdy původně vystupovala pod jménem Thundercross. V roce 1995 z kapely odchází zpěvák Cristiano Adacher a baskytarista Andrea Furlan. Následně ke kapele přidává zpěvák Fabio Lione, bubeník Daniele Carbonera a baskytarista Alessandro Lotta.

### Emerald Sword Saga (1997 - 2002)
V roce 1997, kapela již přejmenovaná na Rhapsody, vydala své první album Legendary Tales, které je také prvním albem vyprávějící příběh Emerald Sword Saga, volně přeložený jako „Legenda o smaragdovém meči“. V něm skupina prezentovala svůj hudební styl, ve kterém spojila prvky vážné hudby s prvky heavy metalu a vytvořila tak subžánr, kterému se říká "Hollywood metal" nebo "film score metal", jelikož jejich muzika se podobá té filmové. Z klasiků byli hodně ovlivněni skladateli, jakými jsou Vivaldi, Bach nebo Paganini a mnoho dalších. V jedné skladbě je dokonce použita jako téma část z Dvořákovy "Novosvětské".
Následně vznikla v pořadí druhá deska s názvem Symphony of Enchanted Lands (1998). Bubeník Daniele Carbonera po vydání druhého alba kapelu opustil.
Následovalo album Dawn of Victory (2000), Rain of a Thousand Flames (2001) a konečně Power of the Dragonflame (2002), kterým byl příběh díla "Emerald Sword Saga" ukončen. V roce 2002 kapelu opouští baskytarista Alessandro Lotta a na jeho místo nastupuje Patrice Guers.
Za povšimnutí stojí role bubeníka, který vykonával svou činnost během let 2000 až 2002 jen na koncertech. Studiové nahrávky byly na bicí zahrány "Thunderforcem". Vyvolalo to debatu o tom, kdo nebo co to je ten "Thunderforce". Byl to však pseudonym pro bubeníka, který nemohl být jmenován ze smluvních důvodů.

### Symphony of Enchanted Lands II: The Dark Secret (2004 - 2005)
Bubeník Alex Holzwarth, který působil jen na jevišti, se stal plnohodnotným čelem kapely od roku 2004, kdy Rhapsody vydali EP The Dark Secret
Na vzniku dalšího alba Symphony of Enchanted Lands II: The Dark Secret (2004) se podílel herec a příležitostný zpěvák Christopher Lee, který odvyprávěl část příběhu, jenž navazuje na „Emerald Sword Saga“. Christopher Lee pak spolupracoval i při nahrávání singlu The Magic of the Wizard's Dream v roce 2005, v kterém byla předělána stejnojmenná skladba The Magic of the Wizard Dream z alba Symphony of Enchanted Lands II: The Dark Secret. Skladba byla přezpívána do několika jazyků: angličtiny, němčiny, italštiny a francouzštiny. Do singlu byly přidány ještě původní verze, orchestrální verze a dvě nové skladby: "Autumn Twilight" a "Lo Specchio D’Argento".

### Změna jména (2006-2011)
V červenci 2006 byla skupina nucena kvůli ochranné známce změnit jméno z Rhapsody na Rhapsody Of Fire. Pod novým jménem vyšlo album Triumph or Agony (2006) a po soudním sporu s Magic Circle Music a jejím představitelem Joey DeMaiem album The Frozen Tears of Angels, které vyšlo 30. dubna 2010 s novým labelem Nuclear Blast a bylo spoluvytvářeno se světoznámými producenty a muzikanty – Sashou Paethem a Mirem. Na něm vyšly hity jako "Sea of Fate" a i jeho orchestrální verze nebo "Reign of Terror", které také zazněly na Masters of Rock 2011, kde se kapela ukázala s novým členem Tomem Hessem.
Roku 2011 také skupina vydala nové album From Chaos to Eternity a vydali se tak na turné s názvem The Frozen Tour of Angles, které, jak již bylo zmíněno, obsahovalo i metalový open air festival Masters of Rock. Jak jejich oficiální stránky uvádějí, je toto album přelomové z toho důvodu, že ukončuje ságu fantasy příběhů a legend, na kterých skupina pracovala od roku 1997 a vydala v té době 10 studiových alb. Naposledy se tak prý můžeme v jejich tvorbě setkat s Christopherem Leem coby vypravěčem těchto příběhů.

### Rozdělení skupiny
16. srpna 2011 se na stránkách skupiny objevilo oficiální oznámení, že se "Rhapsody of Fire" po patnácti letech, v přátelské náladě, rozdělují na dva celky. Stalo se tak po dlouhé etapě společného hudebního života v návaznosti na završení fantasy ságy a k nalezení nového impulsu do další tvorby. V názvu "Rhapsody of Fire" pokračoval klávesák Alex Staropoli, k němu se připojí kytarista Tom Hess a zpěvák Fabio Lione.
Oproti tomu kytarista a textař Luca Turilli používal název "Luca Turilli’s Rhapsody" ( nebo také zkráceně "LT’s Rhapsody") . K LT’s Rhapsody se přidal basák Patrice Guers a bývalý host, kytarista Dominique Leurquin. Zvláštností pro obě formace bylo to, že se dělili o služby bubeníka Alexe Holzwartha. Již v roce 2012 však Alex Holzwarth LT’s Rhapsody opustil a pokračoval jen s Rhapsody of Fire.

### Rhapsody of Fire (2011 - 2016)
Sestavu Rhapsody of Fire doplnil baskytarista Oliver Holzwarth a kytarista Roberto De Micheli. V roce 2013 vydali u AFM Records album Dark Wings of Steel. Oliver Holzwarth z kaplely odchází a na pozici baskytaristy nastupuje Alessandro Sala. V roce 2016 vychází album Into the Legend. V tom samém roce ovšem kapelu opouští dlouholetý zpěvák Fabio Lione a bubeník Alex Holzwarth.

### Rhapsody Reunion
Ke konci roku 2016 oznámili Luca Turilli, Fabio Lione, Patrice Guers, Dominique Leurquin a Alex Holzwarth, členové Rhapsody of Fire do částečného rozpadu v roce 2011, že během roku 2017 absolvují rozlučkové turné k oslavě 20 let od založení skupiny. Toho se tedy z původní sestavy nezúčastní pouze Alex Staropoli, který se dle vlastních slov chce plně věnovat současnému Rhapsody of Fire. První část turné proběhla v květnu 2017 v Jižní Americe, kde Rhapsody odehráli dvanáct koncertů, z čehož jich sedm bylo vyprodaných. Dále uskupení vystupovalo na různých metalových festivalech v Evropě a koncertech v Japonsku. Během roku 2018 proběhlo další jihoamerické turné a také plnohodnotné evropské turné.
Po skončení rozlučkového turné Rhapsody Reunion, založili členové ve stejné sestavě projekt Turilli / Lione Rhapsody.

### Legendary Years a The Nephilim´s Empire Saga (2017-)
V roce 2017 vydávají Rhapsody of Fire album Legendary Years. Jedná se o album, kde spolu s novým zpěvákem Giacomem Volim znovu nahráli skladby z let 1997 - 2002. V roce 2019 vychází další řadové album s názvem The Eight Mountain. Tímto albem začíná i nová sága nazvaná The Nephilim's Empire Saga. Sága pokračuje vydáním alba Glory for Salvation v roce 2021.

## Členové kapely
Současní členové
- Giacomo Voli – zpěv
- Alex Staropoli – klávesy
- Roberto De Micheli – kytara
- Alessandro Sala – basa
- Paolo Marchesich– bicí

Bývalí členové
- Cristiano Adacher – zpěv (1993 - 1995)
- Andrea Furlan – baskytara (1993 - 1995)
- Daniele Carbonera – bicí (1995 - 2000)
- Alessandro Lotta – baskytara (1996 - 2002)
- Luca Turilli – kytara (1993 - 2011)
- Patrice Guers – baskytara (2002 - 2011)
- Tom Hess – kytara (2010 - 2013)
- Oliver Holzwarth - baskytara (2011 - 2014)
- Alex Holzwarth – bicí (2000 - 2016)
- Fabio Lione – zpěv (1995 - 2016)
- Manuel Lotter – bicí (2016 - 2020)

Hosté
- Dominique Leurquin – kytara (studiový a koncertní host)
- Sir Jay Lansford – vypravěč od 1997 do 2002
- Christopher Lee – vypravěč a zpěvák od 2004 do 2011
- Petr Pololáník (dirigent) – dirigent, orchestrátor (Symphony of Enchanted Lands II: The Dark Secret, Triumph or Agony)
- Thunderforce – bicí od 2000 do 2002
- Sascha Paeth – basa v Legendary Tales a Power of the Dragonflame, mixoval The Frozen Tears of Angels
- Robert Hunecke Rizzo – basa v Legendary Tales
- Paul Hendrick – hra na Theremin v Legendary Tales
- Brandon Lavigne – plechová píšťala v Dawn Of Victory
- Miro – poradce u The Frozen Tears of Angels

## Diskografie

#### Studiová alba
- Legendary Tales (1997)
- Symphony of Enchanted Lands (1998)
- Dawn of Victory (2000)
- Rain of a Thousand Flames (2001)
- Power of the Dragonflame (2002)
- Symphony of Enchanted Lands II: The Dark Secret (2004)
- Triumph or Agony (2006)
- The Frozen Tears of Angels (2010)
- From Chaos to Eternity (2011)
- Dark Wings of Steel (2013)
- Into the Legend (2016)
- The Eighth Mountain (2019)
- Glory for Salvation (2021)

#### EP
- The Dark Secret (2004)
- The Cold Embrace of Fear - A Dark Romantic Symphony (2010)
- I´ll Be Your Hero (2021)

#### Singly
- Emerald Sword (1998)
- Holy Thunderforce (2000)
- The Magic of the Wizard’s Dream (2005)
- Reign of Terror (2010)
- Sea of Fate (2010)
- Aeons of Raging Darkness (2011)
- Shining Star (2015)
- When Demons Awake (2017)
- Land of Immortals (2017)
- Knightrider of Doom (2017)
- The Legend Goes On (2018)
- Rain of Fury (2019)
- Master of Peace (2019)

#### Kompilace
- Tales from the Emerald Sword Saga (2004)
- Twilight Symphony (2008)
- Legendary Years (2017)

#### Koncertní alba
- Live in Canada 2005: The Dark Secret (2006)
- Live - From Chaos to Eternity (2013)